# Chiesa Crețulescu
La chiesa Crețulescu (in romeno Biserica Crețulescu o Kretzulescu) è una chiesa ortodossa di Bucarest.
Si trova sulla Calea Victoriei (viale della Vittoria) nel centro della città, ad un angolo della piața Revoluției (piazza della Rivoluzione), presso il Palazzo Reale che accoglie il Museo nazionale d'arte della Romania.

## Storia e descrizione

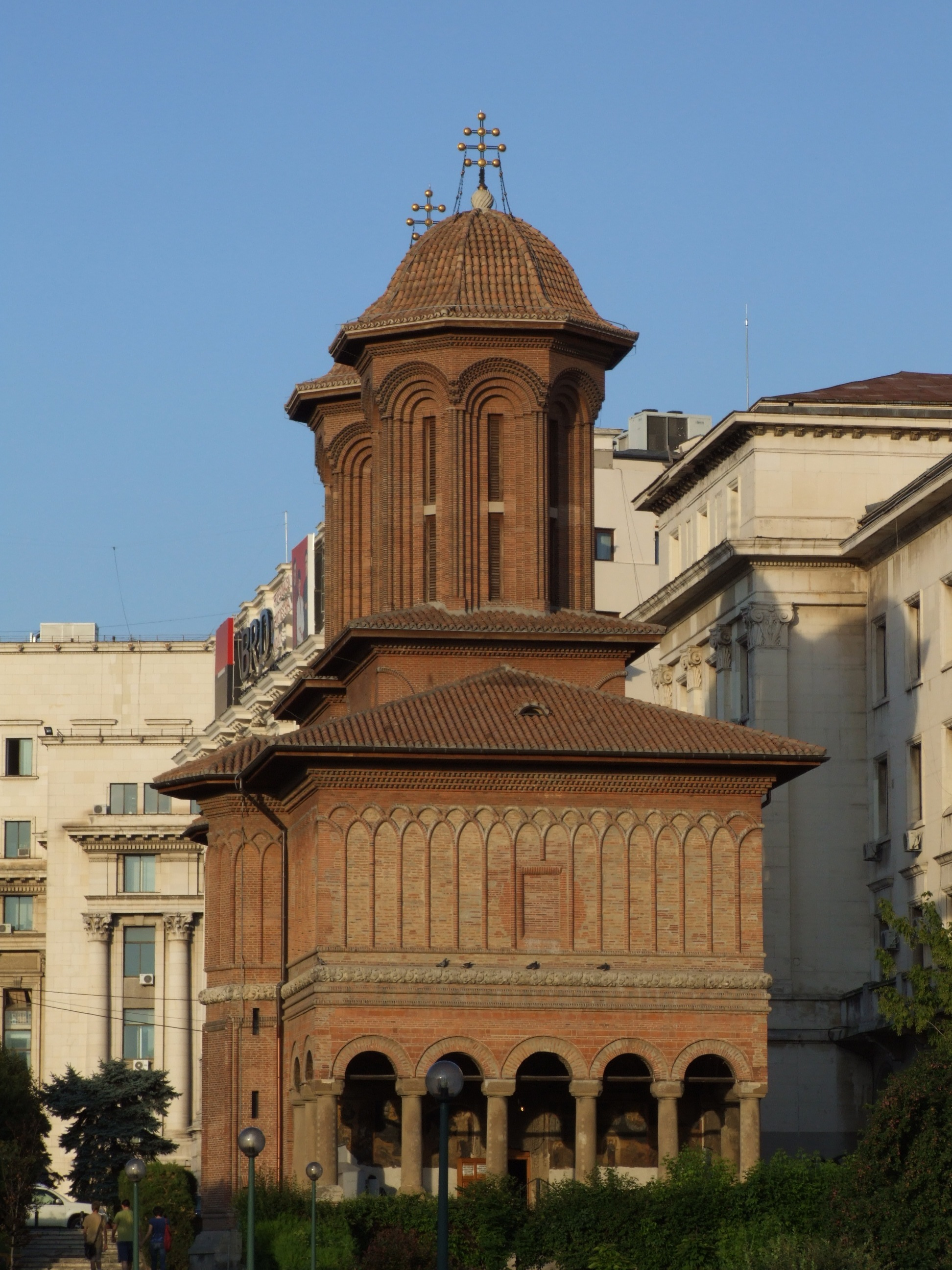
Veduta con la facciata.

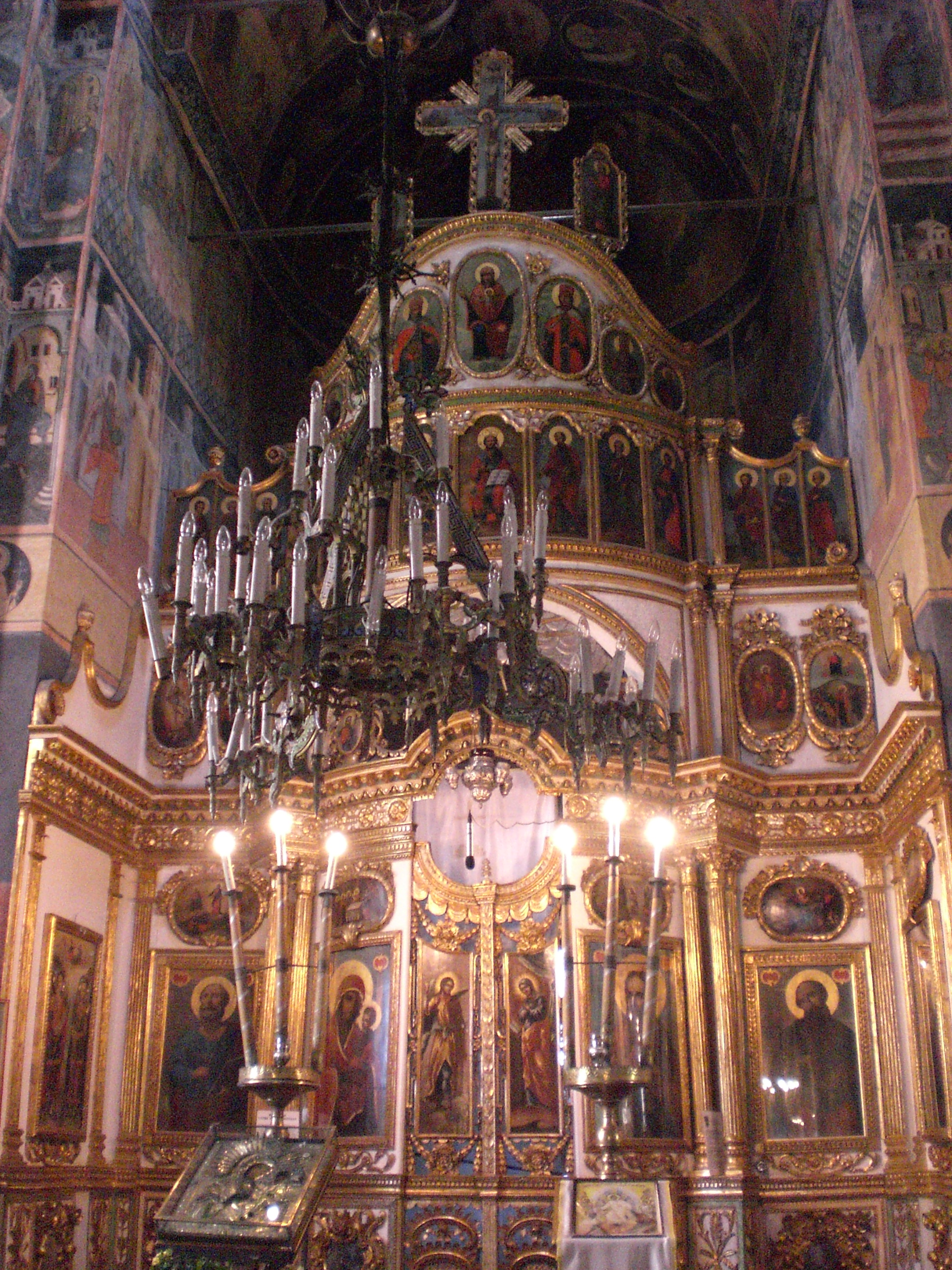
L'iconostasi del 1815.

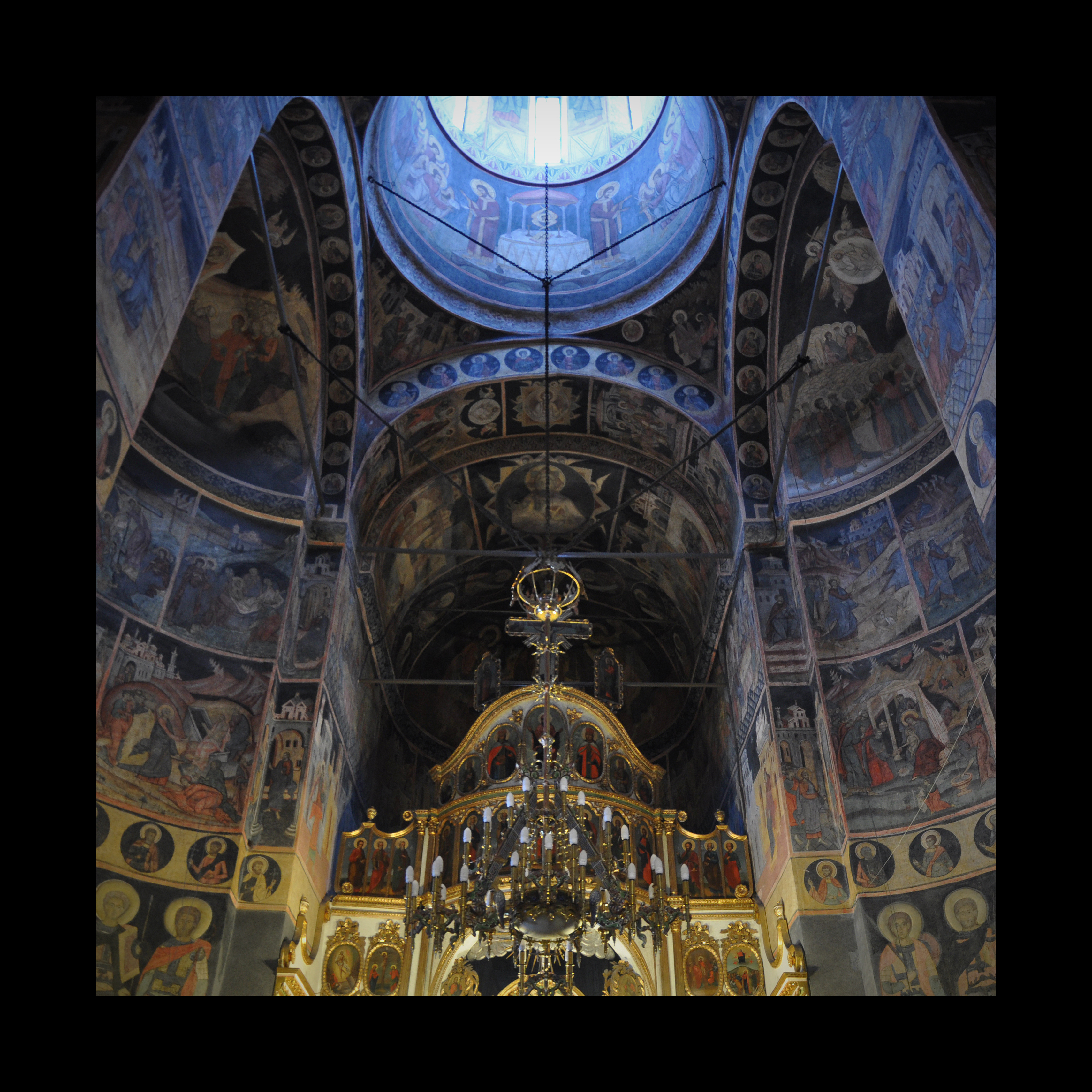
Veduta dell'interno.

La chiesa fu costruita negli anni 1720-1722 dal boiardo Iodarche Crețulescu e da sua moglie Safta, figlia del principe Constantin Brâncoveanu, nello stile Brâncoveanu. Crețulescu era da poco tornato dall'esilio a Istanbul, dopo aver assistito nel 1714 alla decapitazione del suocero e dei suoi figli maschi (15 agosto, giorno dell'Assunzione di Maria). La chiesa venne dedicata a Maria Assunta e ai santi arcangeli Michele e Gabriele.
Nel 1815 e ancora nel 1859-60 la chiesa venne ristrutturata con modifiche in stile neoclassico per armonizzarla con gli edifici della piazza. Si apportarono modifiche soprattutto agli elementi decorativi: venne intonacato l'esterno e chiuse le arcate del portico, le finestre vennero ingrandite, alcune delle colonne interne erano state soppresse e venne rifatta l'iconostasi.
Gli affreschi del portico appartengono alla fase originaria, con raffigurazioni dell'Apocalisse, mentre all'interno gli affreschi vennero sostituiti, nel 1859-60, con dipinti ad olio opera del pittore Gheorghe Tattarescu.
In origine anche gli esterni erano dipinti.
Tra il 1933 e il 1939 la Commissione dei monumenti storici ripristinò la chiesa nelle forme originarie a cura dell'architetto Ștefan Balș: furono ripristinati gli elementi decorativi distrutti con frammenti originali,  le torri furono ricostruite secondo il modello delle chiese dell'epoca e gli affreschi interni sono stati, per quanto possibile, ripristinati alla fase originaria. Si tolse l'intonacatura e la facciata ritornò in mattoni a vista.
La chiesa venne danneggiata da un terremoto nel novembre del 1940 e fu riparata negli anni 1942-1943. All'inizio del regime comunista si pensò di demolirla, ma venne salvata grazie agli sforzi di architetti come Henriette Delavrancea-Gibory. Fu nuovamente danneggiata a causa terremoto del 1977 e della Rivoluzione del 1989.
La chiesa ospita un candelabro in bronzo smaltato eseguito nel 1873 a Parigi (Barbedienne) ed icone della collezione di Emil C. Crețulescu.
A lato della chiesa si trova un monumento con il busto di Corneliu Coposu.

## Galleria d'immagini

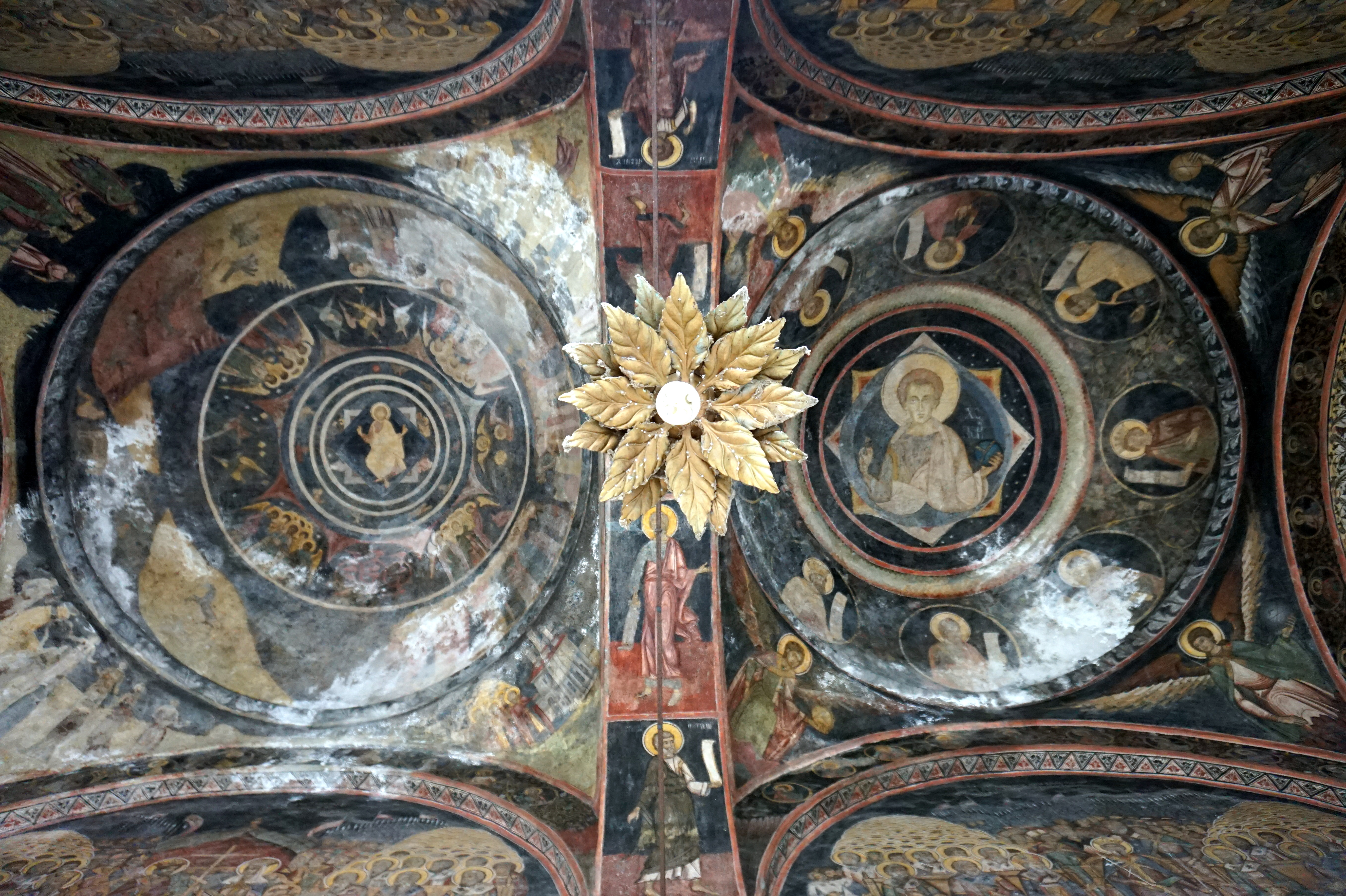
gli affreschi originali del portico.
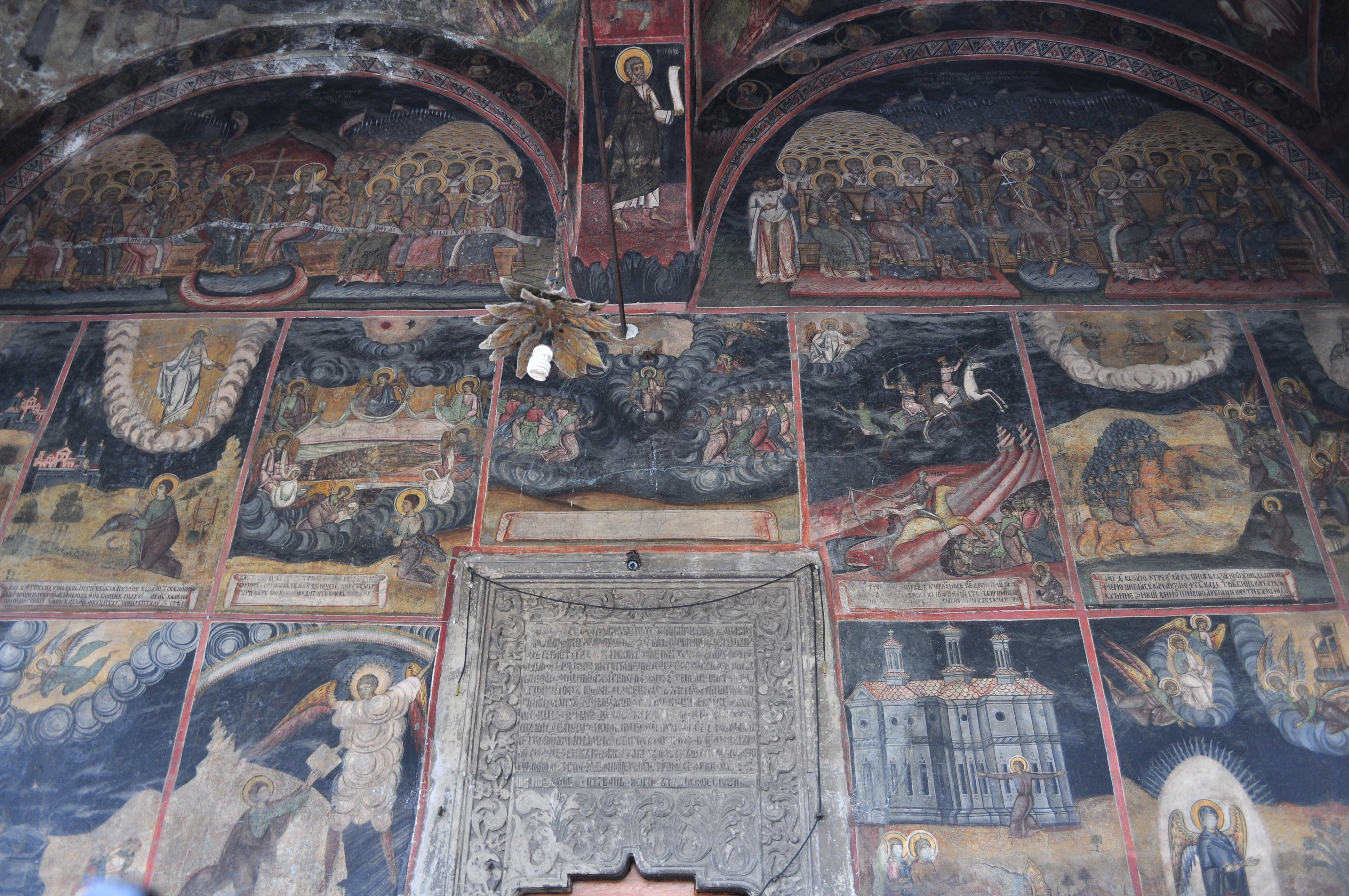
gli affreschi originali del portico.
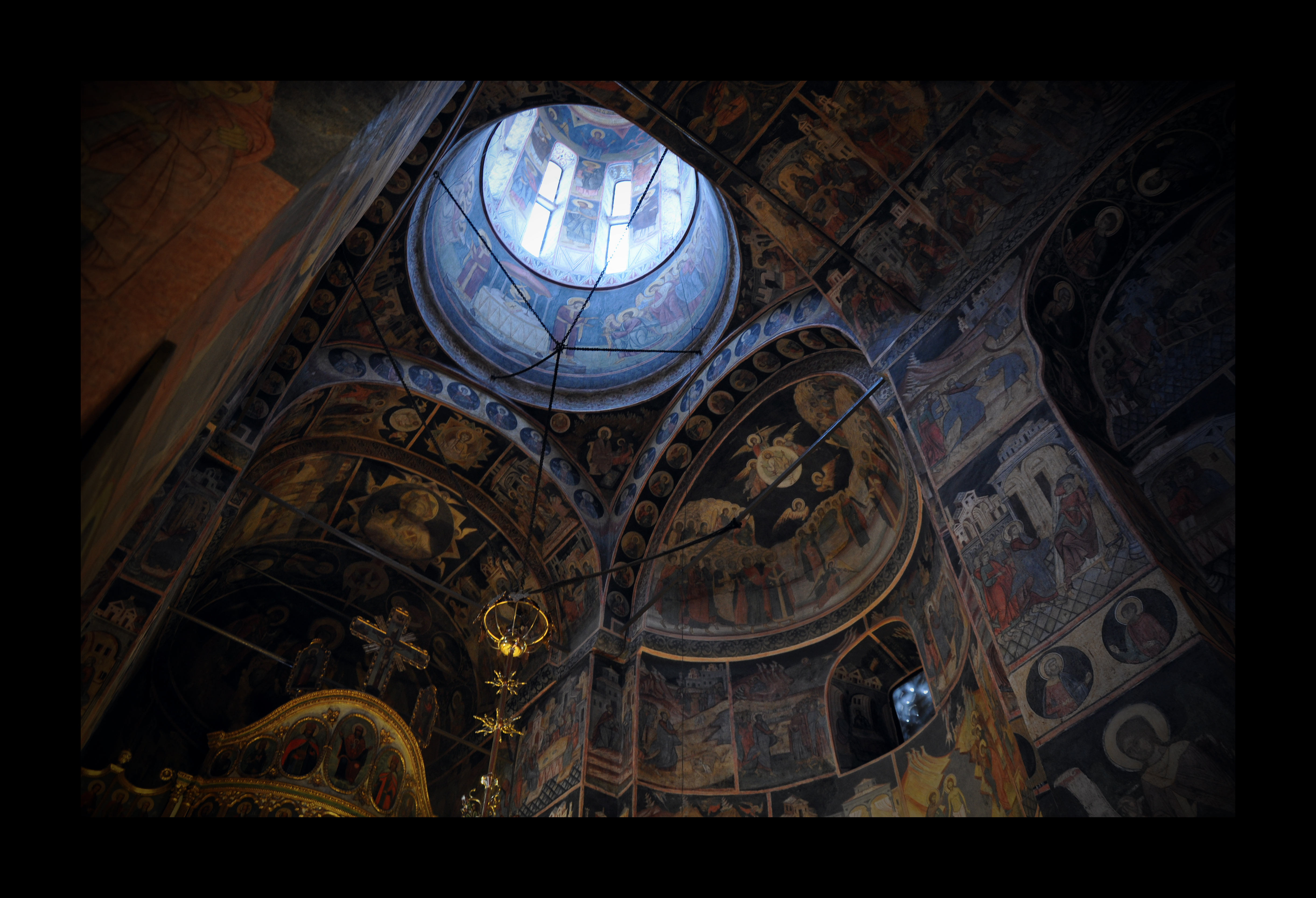
Veduta dell'interno.
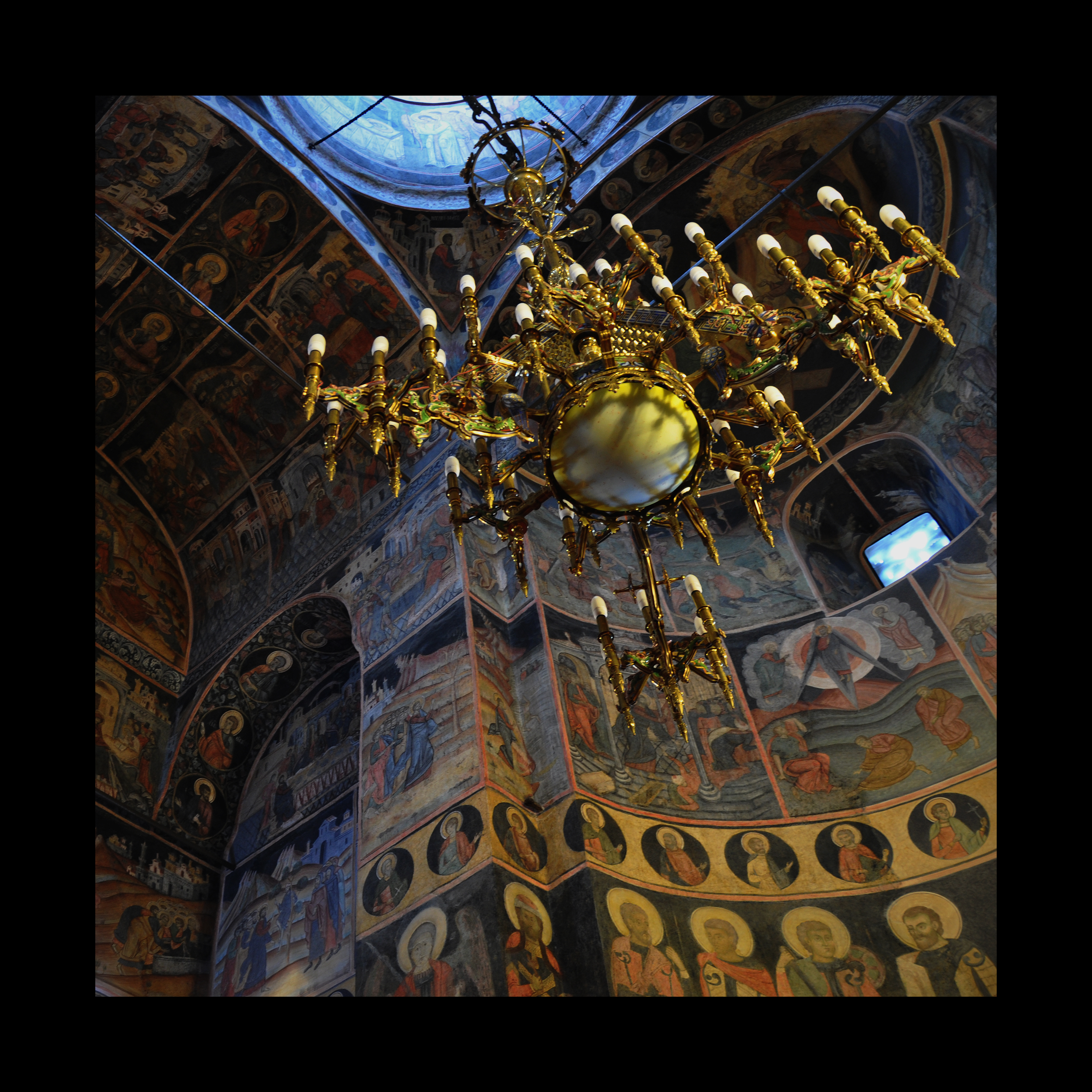
Veduta dell'interno.